# 张稀哲
张稀哲（1991年1月23日—），中國职业足球运动員，前中国国家队队员，司職中場，現效力于中超球隊北京国安。

## 球會生涯

### 早年
张稀哲在1998年进入秦皇岛中国足球学校，开始职业足球训练。2005年，他被推荐到北京黑马俱乐部，一年后又被北京國安相中，进入U15梯队。

### 北京國安
张稀哲在2009赛季下半段被提升至北京國安一线队，并在8月30日对阵山东鲁能的比赛中首次在联赛亮相。这也是他在该赛季的唯一一次出场，并跟随球队获得中超联赛冠军。
2010年，他被租借至北京国安的卫星球队北京国安精英参加新加坡职业足球联赛。3月12日，他首次亮相就取得进球，帮助北京国安精英在客场3比1击败芽笼联。他在2010赛季上半段联赛出场5次，攻进2球。7月，他被北京国安召回，报名参加2010年中国足球超级联赛。
8月22日，他在主场对阵河南建业的比赛中开场10分钟内连进两球，最终帮助球队2比2战平对手。
2011赛季，张稀哲开始成为球队的主力，并在2012年凭借赛季的精彩表现获得年度中国足球协会年度最佳新人的称号。2013赛季和2014赛季，连续获得中超助攻王。

### 沃尔夫斯堡
2014年12月11日晚，北京国安与沃尔夫斯堡对张稀哲的转会事宜达成一致，2014年12月16日，沃尔夫斯堡正式宣布张稀哲加盟球队。然而在半年的德甲生涯中，张稀哲仅在热身赛中登场亮相，却未能在沃尔夫斯堡的任何正式比赛中登场，留下的也只有三场进入大名单的记录。
2015年4月19日，张稀哲效力的沃尔夫斯堡对阵沙尔克04的德甲比赛准时开打，而此时此刻，张稀哲却身在上海，代表沃尔夫斯堡俱乐部参与赞助商大众品牌的活动。也让外界对于狼堡收购他的真实意图产生了更多的质疑，张稀哲表示：狼堡让我卖车我真服了。

### 重返北京国安
2015年7月15日，北京国安足球俱乐部官方宣布张稀哲转会回归，为国安出战2015下半赛季的中超联赛。
2018年8月26日，在北京国安5-2胜天津泰达的比赛中，张稀哲打进的第4球，让自己以42粒进球成为国安俱乐部史上的最佳射手。
2023年5月19日，在北京国安1-1战平上海申花的比赛中，张稀哲完成了为北京国安出战的第300场联赛里程碑。在随后的第九轮北京国安主场6-2战胜沧州雄狮的比赛中，御林军打出纪念张稀哲第300联赛的TIFO。

## 国家队
2009年6月，张稀哲入选由宿茂臻执教的中国国青队，并在11月参加亚青赛预赛。
2010年10月，张稀哲代表中国国青队参加在山东淄博展开的2010年亚洲U19青年足球锦标赛。
2011年3月26日，张稀哲在中国队和哥斯达黎加的友谊赛中替补于海出场，迎来自己在国家成年队的首秀。
2013年9月6日，他在和新加坡的比赛中利用点球破门，射进在国家队的首个进球，帮助中国6比1击败对手。2021年，为备战3月开踢的卡塔尔世预赛亚洲区40强赛下半程比赛，中国男足将于1月22日至2月10日在海口展开2021年首期集训，他入选27人名单。

## 荣誉

### 俱乐部
北京国安
- 中超联赛：2009
- 中国足协杯：2018

沃尔夫斯堡
- 德国杯：2014-15

### 个人
- 中国足球协会年度最佳新人：2012
- 中国足球超级联赛最佳阵容：2013，2014